# Омеловые
Омеловые (лат. Viscaceae) — семейство двудольных растений, входящее в порядок Санталоцветные, включающее в себя 7 родов.
Система APG II 2003 года не признает семейство, рассматривая его как синоним Santalaceae. Это не положило конец таксономическим дебатам среди ботаников, и многие все еще считают, что Viscaceae должны быть общепринятым семейным именем. Согласно системе APG IV, Der и Nickrent (2008) обнаружили семь хорошо поддерживаемых клад в Santalaceae, но отношения между этими кладами все еще плохо изучены. Традиционное и культурное использование видов Viscaceae заслуживает дальнейшего внимания.
Ранее одноимённое семейство существовало в системе классификации Кронквиста (Система Тахтаджяна).

## Роды
Клады или роды, которые рассматриваются как принадлежащие к обсуждаемому в настоящее время семейному названию Viscaceae, включают:
- Arceuthobium M.Bieb. — Арцеутобиум
- Dendrophthora Eichler
- Ginalloa Korth.
- Korthalsella Tiegh.
- Notothixos Oliv.
- Phoradendron Nutt.
- Viscum L. typus — Омела